# 盧泰愚
盧泰愚（韩语：／ No Tae-u，1932年12月4日—2021年10月26日），号庸堂（용당），本贯交河卢氏:3，韩国第13任总统，韓國陸軍退役將領。
卢泰愚1932年12月4日出生于今韩国大邱达城郡，1955年9月从韩国陆军士官军校毕业后入伍，参加过越南战争。他与韩国前总统全斗焕同是陆军士官军校第11期学员，“壹心會”核心成员。1980年，卢泰愚接替全斗焕出任国军保安司令。在全斗焕执政期间，他先后担任政务第二部长，为准备1988年奥运会新设的第一任体育部部长，内务部部长等职。他还曾担任1986年亚洲运动会组织委员长（1984年－1986年），1988年奥运会组织委员长（1983年－1986年）。全斗焕执政末期，卢泰愚被指定为全斗焕的接班人。六月民主运动中，卢泰愚发表了著名的六二九宣言，宣布改宪，恢复总统直选。在随后举行的1987年大韩民国总统选举中卢泰愚击败金泳三、金大中和金钟泌，当选韩国第十三任总统。
担任韩国总统期间，卢泰愚执政的民正党与金泳三的统一民主党和金钟泌的新民主共和党合并成为民主自由党，扭转了“朝小野大”的不利局面。在其执政期间，韩国经济保持了平稳发展态势。1991年，韩国国民生产总值达到2808亿美元，经济規模由世界第19位上升为第15位。韩国国民生活水平和福利得到很大的提高。包括最低工资制度（1988年）、国民年金制度（1988年）、全国民医疗保险制度（1989年）等福利制度在内的社会保障制度基本框架得以建立。以1988年奥运会为契机，卢泰愚政府积极推行北方外交政策，先后与东欧、苏联、中国等社会主义阵营国家建立外交关系，并与朝鲜改善关系。韩国是亚太经合组织（APEC）的创始国。在卢泰愚政府的积极支持下，亚太经合组织于1989年11月在澳大利亚堪培拉成立。
1995年11月在金泳三执政期间，卢泰愚因数千亿韩圆秘密资金事件曝光被判无期徒刑，后被改判为17年有期徒刑，补交2,628亿韩圆罚款；1997年12月20日，在金大中的建議下被金泳三赦免。

## 早年
卢泰愚1932年12月4日出生于日治朝鮮庆尚北道达城郡公山面新龍洞龍津村的一个农民家庭，本貫交河卢氏。其第16代祖先是曾参与编撰《经国大典》的朝鲜王朝学者卢思慎。据说卢泰愚出生前，他的母亲曾梦见被巨蟒缠身，他的祖父认为巨蟒是青龙，而他們所在的村名又叫新龙里，因此本來想给他取名“泰龙”，但由于这个名字过于张扬，不符合儒家中庸之道，最終祖父给他改名为“泰愚”。卢泰愚的父亲盧秉壽是位村官，在卢泰愚7岁的时候因车祸丧生。卢泰愚是家中长子，有一个弟弟。他对祖父和母亲很孝顺，学习成绩很好，对人也彬彬有礼。1945年，卢泰愚进入大邱公立工业中学（대구공업중학교，現大邱工业高中）。他立志要成为一名医生，为能考上医科大学，他在大邱工业中学三年级的时候转学到大邱有名的庆北公立中学（경북공립중학교，現庆北高中）。:3-13:367-368
1950年6月25日朝鲜战争爆发后，卢泰愚报名当了学生兵，参加了不少战斗，随大部队退到釜山，后又反攻到首尔，并曾越过三八线。1951年7月，卢泰愚从庆北中学毕业，后于同年10月报考了韩国陆军士官军校，成为该军校第11期学员。他与同是来自庆尚道的全斗焕、金复东、白雲澤是同班同学，住同一个宿舍。:13-16:367-369

## 政治军人

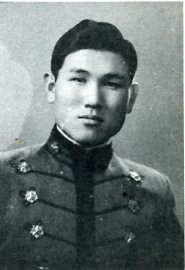
1951年的卢泰愚

### 朴正熙执政时期
1955年9月，卢泰愚从韩国陆军士官军校毕业后入伍，先后担任小队长、区队长，1957年晋升为中尉。1959年5月31日，他与金复东的妹妹，庆北大学师范学院的女大学生金玉淑在大邱结婚，不久后被派往美国接受5个月的培训。1960年，卢泰愚晋升为大尉，次年与全斗焕一起在首尔大学任军事教官。五一六军事政变后，卢泰愚经当时是朴正熙民政秘书官的全斗焕推荐，进入军队情报机构做了8年情报官。期间，他接替全斗焕担任士官军校第11期同学会会长，并曾组织同学向朴正熙联名请愿，要求罢免中央情报部部长金钟泌等一批涉嫌腐败的高级将领。他因此被视为叛乱主谋，要不是全斗焕出面向朴正熙求情，可能就被赶出军队。:17-24:370
后来，卢泰愚曾任首都师營长，並到韩国陆军大学学习，得到晋升。1968年卢泰愚以中校的身份参加越南战争。回国后，他在全斗焕的推荐下历任陆军总参谋长首席副官、第8师第21團營长、步兵团长、空降旅长、总统警卫室作战次长助理等职。1974年和1978年，他先后晋升为准将和少将。1979年1月，他被调到号称“白马师”的第9步兵师任少将师长。期间他为白马师的軍歌《白马之魂》写词谱曲。:370-371:24-26

### 全斗焕执政时期
1979年時盧泰愚少將介入了雙十二政變，使全斗煥政變成功，進而當上首都警備司令官。1980年8月任國軍保安司令官。1981年获大将军衔。同年7月15日退役，之后，历任政务長官、体育部長、内务部长等职。:31-35
1984年，在韩国取得1988年夏季奥林匹克运动会承办权的第二年，国际奥委会提出韩国政局不稳要将奥运会主办城市改为其它国家。兼任大韩体育会会长和韩国奥林匹克委员会委员长的卢泰愚亲自飞往国际奥委会总部瑞士洛桑进行游说，成功说服国际奥委会取消更改承办城市的决定。1988年9月17日，韩国如期成功举办了第24届夏季奥运会，参赛国家数目达到有史以来之最。韩国也在此次奥运会上取得了奖牌榜第4位的前所未有好成绩:40-43。1986年，在卢泰愚担任体育部部长和亚运会组委会会长期间，韩国还成功举办了第10届亚运会:53。
在1985年2月的韩国国会选举中，新民党获得24%的议会席位，成为韩国第一大在野党。执政的民正党主导地位被撼动，在国会席位出现下降。卢泰愚在此次选举中当选国会议员，后成为民正党代表委员，进入政治核心圈。他的政治理念比较中庸，曾在记者招待会上称自己“不是接班人，是候选人”。担任民正党代表委员后，他对在野民主势力也采取怀柔政策，不断改善与民主阵营的关系。他对学生运动也不持否定态度。在他的周旋下，民正党强硬派提出的《校园安定法》议案最终被撤销。:53

### 六二九宣言与总统直选
1987年8月任民主正义党总裁，盧泰愚是全斗煥所揀選的繼任人。由於全斗煥違反民主普選的承諾，盧泰愚的任命在1987年引發了漢城（今首爾）及其他大城市的大規模支持民主遊行——六月民主運動，是1980年光州事件之後韓國最大規模的示威活動。當時由於正籌備漢城奧運會，盧泰愚為免影響國際聲譽，在美國施壓下，於6月29日發表六二九宣言釋放政治犯，結束軍政獨裁統治，並通過公投修改憲法，平息國民的不滿，他向國民承諾會盡快舉行公平的民主選舉，並要求政府部門作積極準備。盧泰愚的迅速行動使反對派陣營登時手忙腳亂，因為他們未能就派金泳三或金大中出選达成一致而发生内讧。結果在首次民主總統選舉中，盧泰愚擊敗了金大中和金泳三，成功當選總統，成為自朴正熙之後首位民選總統。他是韓國在沒有出現大量選舉舞弊，選舉公平公開的情況下，首位真正意義上民選的總統。

## 总统任期

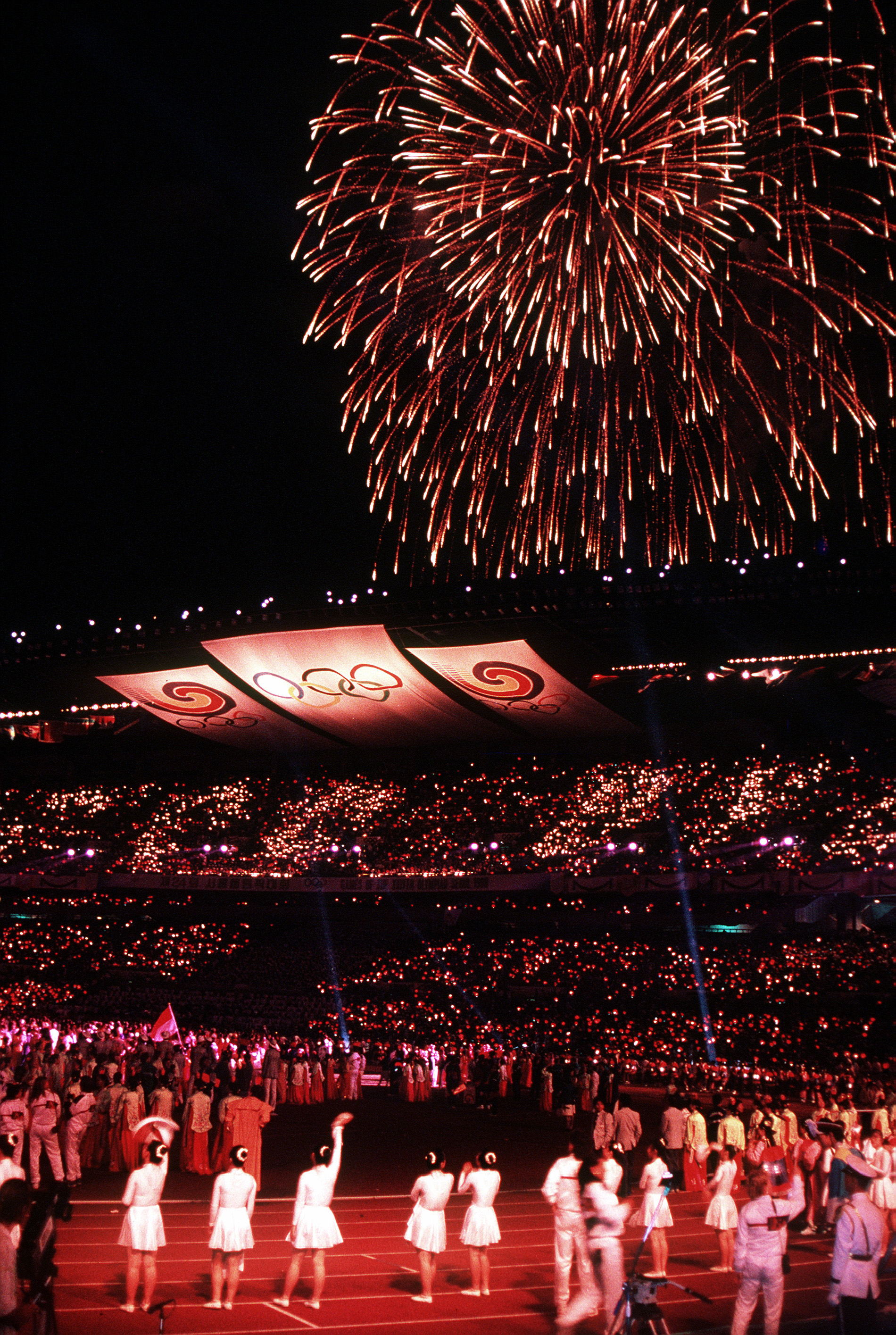
卢泰愚执政期间韩国成功举办1988年夏季奥林匹克运动会

1988年2月25日，卢泰愚正式宣誓就职韩国第十三任总统。这是韩国自1960年以来的首次政权和平交接。:230

### 政治
在1988年大韩民国国会选举中，号称“三金”的金大中、金泳三与金钟泌三位野党领袖全部进入国会，开启韩国政坛的“三金时代”。三大在野党在国会议席的总数超过了卢泰愚执政民主正义党的席位，韩国政坛首次出现“朝小野大”的局面。在这种政治环境中，卢泰愚政府在国会的运作中处处受到在野党的强烈制约。在野党利用占据多数议席的优势恢复了被朴正熙废止的国政监查和听证会制度。新一届国会要求对第五共和国镇压民主运动的罪行进行清算，将全斗焕送交司法部门处理。迫于国会的巨大压力，卢泰愚在1988年奥运会结束后将全斗焕推向国会听证会。在全斗焕对镇压光州民主化运动公开道歉后，卢泰愚政府将其软禁起来。:91-92:231-235
为了扭转“朝小野大”的不利局面，卢泰愚先后对“三金”发出联合执政的试探。金大中对此表示拒绝，但卢泰愚最终说服了金钟泌和金泳三。1990年1月22日，执政的民正党与在野的统一民主党、新民主共和党合并成为民主自由党，由卢泰愚担任新党总裁，金泳三和金钟泌任最高委员。由此，卢泰愚一举将“朝小野大”扭转为“朝大野小”。卢泰愚政府拒绝了“朝小野大”时，三大在野党联合予以通过的《劳动关系法修订案》和《国家保安法》的修改要求。:92:238-230
卢泰愚执政后期，执政党“民正系”进一步衰落。朴泰俊、李汉东、李钟赞、朴哲彦之间的权力争夺使民正系方寸自乱。金泳三则另一方面不惜以牺牲自己“民主系”为代价重用民正系要员，从而组成了支持自己的“新民主系”。1991年，金大中的和平民主党分别与“新民主联合”和民主党合并，建立起以金大中、李基泽为共同代表体制的“民主党”，实现了在野党的统一:240。1992年3月，民自党在第十四届国会议员选举中失利。民自党内唯一可以与金大中抗衡的金泳三于同年5月19日当选第13届总统选举候选人。8月，卢泰愚将党内大权转给了金泳三，辞去民主党总裁职务，后又于9月18日宣布退出民主自由党。10月7日以郑元植为首的卢泰愚内阁提出总辞职后，卢泰愚组建了韩国宪政史上的首个中立内阁，为金泳三的总统竞选营造了非常好的氛围:286-287:195-204。

### 经济
卢泰愚政府继承了韩国在80年代初确定的金融改革。在金融市场管理方面，卢泰愚政府试图从制度上确保减少政府对市场的直接干预，更多地采取经济手段进行宏观调控。此外，卢泰愚政府还开始逐步实行金融自由化。1988年12月，韩国放开了对银行和非银行金融机构的利率管制。卢泰愚政府还试图促进金融实名制，但由于各方压力，最终没能实行。:241-242
卢泰愚执政期间的六五计划提出“实现以效率和公平为基础的先进经济，增进国民福利”的目标。卢泰愚政府积极开发以釜山、大邱、光州、大田等城市为中心的独立于首都圈的东南、西南4个地域经济图，并制定了宏伟的西海岸开发计划，为促进地区均衡发展起到积极作用。卢泰愚执政期间是韩国从权威政治向民主政治转化的过渡阶段，国民生活水平和福利得到很大的提高。韩国政府先后制定了最低工资制度（1988年）、国民年金制度（1988年）、全国民医疗保险制度（1989年）等福利制度，使韩国社会保障制度的基本框架得以建立起来。此外，韩国政府从1988年开始推行的城市建设和200万套住宅建设计划，使韩国住宅普及率由1982－1986年的69.1%增加到1987－1991年的74.2%。:132-135:91-92:242-244
从1989年开始，韩国经济增速开始出现下滑。但韩国人均GDP由1988年的4,295美元上升到1992年的7,007美元。1991年，韩国国民生产总值达到2,808亿美元，经济規模由世界第19位上升为第15位。:242-244

### 外交

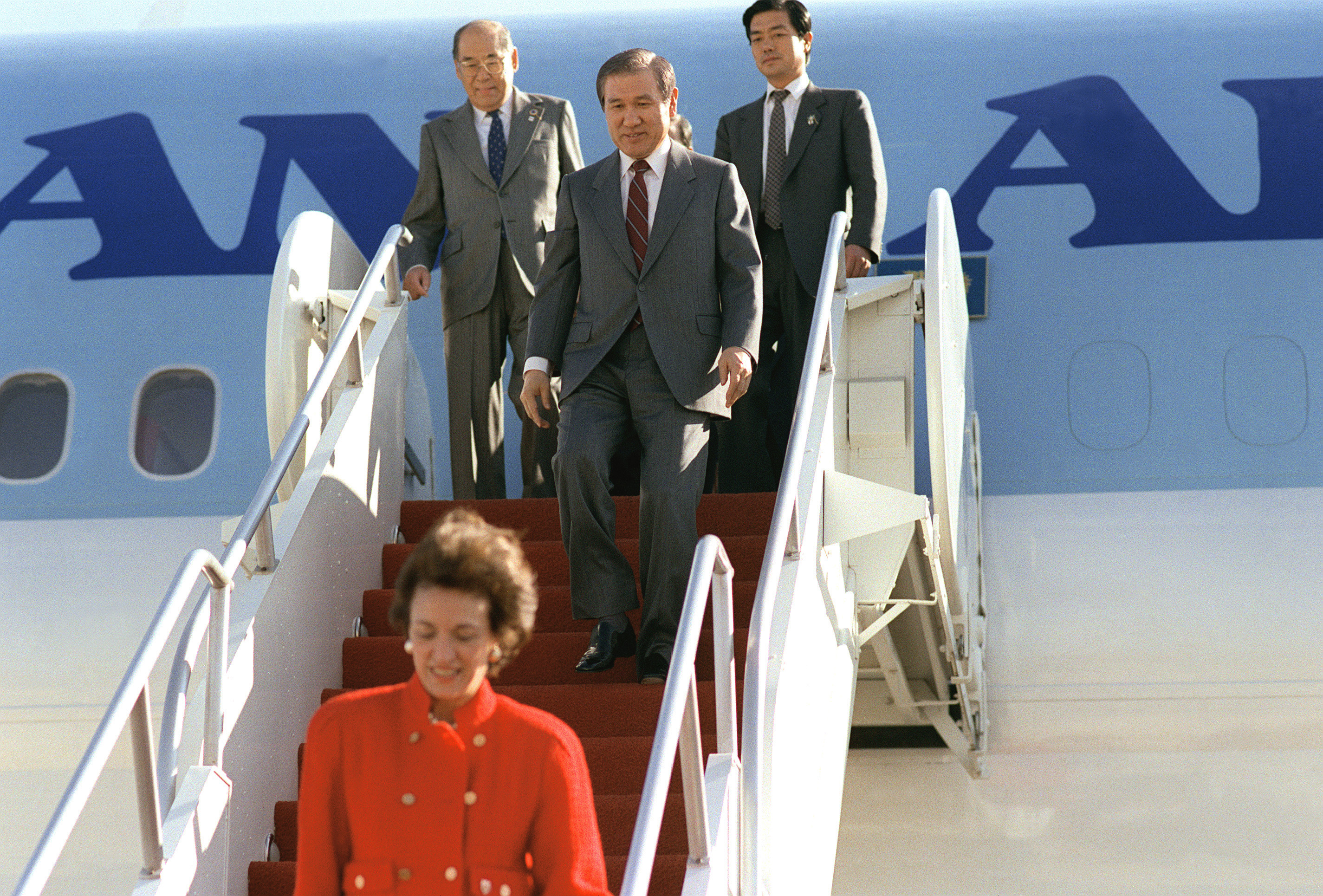
1988年出访的卢泰愚

#### 北方外交
卢泰愚政府以筹备和举办1988年奥运会为契机积极与社会主义阵营国家发展外交关系。1989－1991年，苏联和东欧发生巨变，二战后支撑国际关系格局半个世纪的雅尔塔体系几乎在一夜间崩溃。卢泰愚政府恰逢其时地于1989年2月1日，与东欧国家匈牙利率先建立了外交关系。同年11月2日和12月27日，韩国又分别与波兰和南斯拉夫建立了外交关系。1990年3月22日韩国与捷克斯洛伐克，3月23日与保加利亚，3月26日与蒙古国，3月30日与罗马尼亚，9月30日与苏联，1991年8月22日与阿尔巴尼亚建立了外交关系。在短短的两年时间里，卢泰愚政府已经与苏联和许多东欧国家建立了外交关系，为韩国外交拓宽了更大的空间。:159
1992年8月24日在与中華民國中斷外交关系后，韩国与中华人民共和国正式建立大使级外交关系:828。两国建交仅1个月後，卢泰愚便于9月27日率庞大访华团出访中华人民共和国，会见了中共中央总书记江泽民、中国国家主席杨尚昆、中国国务院总理李鹏等领导人，他又邀请杨尚昆主席访问韩国。双方在北京发表了《中韩新闻公报》，并签署了《中韩贸易协定》、《中韩投资保护协定》、《中韩关于设立经济、贸易、技术联合委员会协定》、《中韩科学技术协定》:183-185:832-834。同年12月22日，韩国又与越南建交。

#### 韩朝关系
卢泰愚在其总统就职演说中宣称“南北对话和合作的时代”即将到来。1988年7月7日，他发表了《关于民族自尊、统一和繁荣的总统特别声明》（《七七宣言》），倡导南北双方作为一个民族、国家共同体发展彼此关系，表示愿意同社会主义国家发展关系，并提出了改善南北关系的六项原则措施。1989年1月23日，韩国现代集团名誉会长郑周永应朝鲜祖国和平统一委员会的邀请访问朝鲜，提出了开发金刚山旅游路线的合作意向。这是战后韩国企业家首次访问朝鲜。同年9月11日，卢泰愚宣布了分三个阶段实现朝鲜半岛国家统一的计划倡议，「高丽民族/国家共同体统一范式」：第一阶段，为过渡性的高丽国家共同体的建立采用高丽民族共同体宪章；第二阶段，形成高丽民族共同体；第三阶段，形成统一的民主共和国。这个统一计划的原则是：自治、和平、民主。:26-27:244-245
1990年8月4－7日，双方总理姜英勋和延亨默在韩国首尔举行了首次南北高级会议。这是朝鲜半岛南北分裂后，双方总理首次面对面的会谈。1991年9月17日，韩朝两国同时加入联合国。同年12月13日，双方在第五次总理会谈中签署了韩朝关系史上重要的《南北和解互不侵略和合作交流协议书》。1992年2月18日，双方在第六次南北总理级高级会议中正式签订了《朝鲜半岛无核化共同宣言》。:240-242:245-247
卢泰愚执政期间，韩朝双方经贸与文化交流得到很大发展。1988年12月，韩国现代集团通过间接贸易从北方购进第一批水产品，标志着南北贸易正式开始。1991年3月，韩国天地贸易商社与朝鲜的金刚山国际贸易开发公司商定以5,000吨韩国大米换3万吨朝鲜无烟煤和1.1万吨水泥，实现朝鲜半岛南北方的首次直接贸易:246。1990年10月11－14日，美东高丽艺术家联合会在纽约举行了朝鲜半岛南北双方电影节。10月11－23日，双方国家足球队分别在首尔和平壤进行了足球比赛。10月18－23日，由17人组成的韩国代表团参加了在平壤举行的全国统一音乐会。1991年4月24日－5月5日，韩朝联合组建同一个体育代表团参加在日本举行了世乒赛。6月14－30日，双方联合组建的代表团在葡萄牙参加了第六届世界杯青年足球赛:25-29。

#### 韩美关系

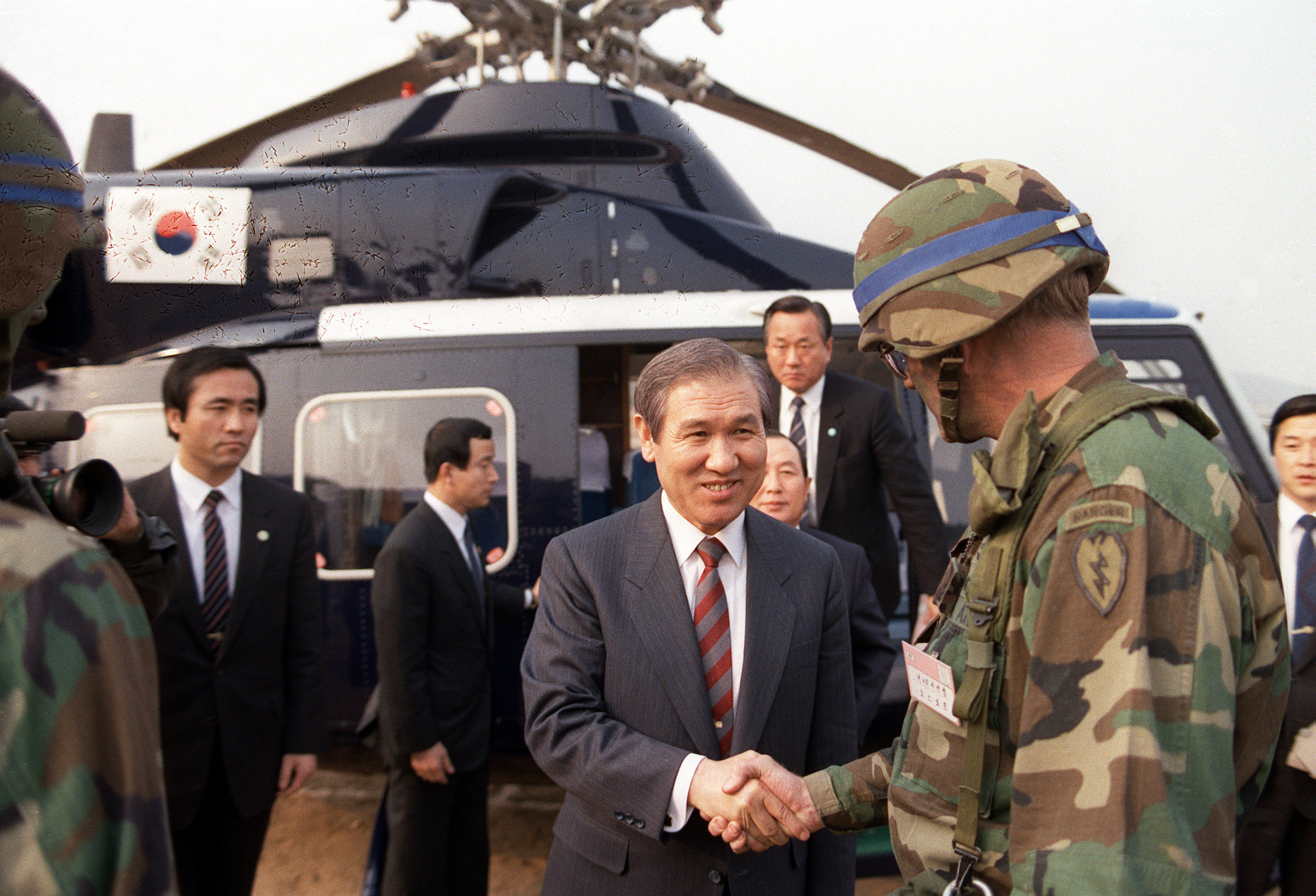
卢泰愚与韩美联合军演的美方军官握手

卢泰愚执政期间，由于朝鲜半岛南北关系的缓和，以及韩美贸易摩擦的升级，韩美关系出现调整。朝鲜一直把美国从韩国撤军作为改善南北关系的前提。卢泰愚在任期间，韩美首脑举行了7次会谈。1991年11月，由两国参谋长联会议首长组成的韩美军事委员会就韩国在1993至1995年收回平时的作战指挥权达成一致。1991年2月，双方修改《驻韩美军地位协定》的部分附件。根据修改后的协定，美方归还了美军所占的不必要的设施和土地，改善了美军驻地韩国工人的劳动条件，扩大了韩国政府行使对驻韩美军刑事裁判管辖权的主权范围和关税检查。与此同时，卢泰愚政府同意逐渐增大对驻韩美军防御费用的分担。:249-250
随着韩国外向型经济的不断发展，韩国对美贸易順差越来越大。在卢泰愚上台前，美国依靠301条款开始把一些国家列为非公平贸易对象国。1989年1月1日，美国废除了对韩国的贸易最惠国待遇，并要求韩国更大程度地开放国内市场，特别是取消对农产品的补贴。卢泰愚入职韩国总统时，美国对韩国的贸易施压达到了高潮。卢泰愚政府多次派团前往美国谈判，经过不断的外交努力，美国最终同意暂时将韩国排除在“首轮贸易谈判对象”国名单之外，但韩国同时也做出向美国扩大开放农产品市场，放宽外国人投资限制，放宽进口限制等相当的让步。:243-244

#### 其它国家
卢泰愚政府积极发展与环太平洋国家和亚太地区国家的外交与经贸合作。1989年11月在韩国的积极支持下，澳大利亚总理鲍勃·霍克在堪培拉召开了由韩国、美国、日本、加拿大、澳大利亚、新加坡和东盟6国共12个国家出席的“亚太经合组织第一次部长会议”，并成立了“亚太经合组织（APEC）”。1991年11月12－14日，韩国首尔举办了APEC第三届部长级会议。此次会议通过了《首尔宣言》，正式确定了亚太经合组织的宗旨目标、工作范围、运作方式、参与形式、组织架构、亚太经合前景。在此次会议上，中国以主权国家身份，台湾和香港以地区经济体名义正式加入亚太经合组织。:242-243
韩国与东盟国家一直保持着很密切的地缘政治，彼此贸易往来也很多。1991年7月在马来西亚举行的第24届东盟外长扩大会议上，东盟正式决定将东盟对韩国的“部分对话伙伴关系”升格到“完全对话伙伴关系”。韩国成为继日本、澳大利亚、新西兰、美国、加拿大、欧盟之后东盟的第7个“完全对话伙伴关系”国家。:242-243

## 晚年
盧泰愚總統任期即將屆滿之際，他旗下執政黨（實為主要三黨組成的聯合政府）新候選人金泳三在1992年大韓民國總統選舉中擊敗金大中當選為新一任總統。然而金泳三作為首任文人政府，對彻查自全斗煥時期開始的官商勾結活動，也就讓司法部門自行處理。1995年11月16日，盧泰愚因筹集和侵吞秘密政治资金而被捕。12月5日，韓國检察机关对卢泰愚提出起诉。12月18日，卢泰愚首次在漢城地方法院出庭受审，成为韩国历史上第一位在法庭公开受审的前国家元首。
1995年10月，卢泰愚发表“比起文化大革命时牺牲数千万人而言，光州事件什么也不是”的言论，引起轩然大波，被韩国舆论指为“妄言”。卢泰愚还说：“中国虽然也发生过这种流血事件，但除了几个人之外剩下的也不处罚，邓小平为中心的元老们都受到了优待和活用。” 面对韩国国民的公愤，卢泰愚被迫表态：“我也记不得当初说过这种话，但最终听了录音后连我自己都惊讶怎么会说出这种话来。”迫于各界压力，卢泰愚在1995年10月13日正式就“妄言”向光州事件受害者家属道歉。
1996年8月26日，漢城地方法院以主動參與軍事叛亂和内亂罪、謀殺上司未遂罪及受賄罪，判處盧泰愚有期徒刑22年6個月。後來上訴成功，獲減刑期為監禁17年。1997年12月，在當時候任總統金大中建議下，獲時任總統金泳三特赦釋放，後住在延禧洞。2013年9月，卢泰愚时隔16年全部缴清追罚税款。
盧泰愚長子盧載憲在受訪時指出，其父在晚年一直都希望參拜國立5·18民主墓地和參與改變謝罪行動，而盧載憲自2016年起代表其父參拜該墓，是第一個負有武力鎮壓光州民主化運動責任的人士之直系親屬，參拜5•18國立墓地。
2002年，卢泰愚接受前列腺癌手術後健康轉差，此後一直反覆住院和出院，並在首爾延禧洞的家中療養。其後，他因痼疾患上了罕見的小腦萎縮症和哮喘，同時亦患上肺炎，因而多次住進首爾大學醫院，逝世前夕在首爾大學醫院居家醫療組的照料下生活。

## 逝世与葬礼
2021年10月26日，久病缠身的卢泰愚在首尔大学附属医院逝世，享壽89岁。
盧泰愚在去世前表示，他盡了最大的努力，希望國民原諒他在任時的不足之處和過失。他的囑咐為「能夠虛心接受賦予的命運，為偉大的大韓民國和國民服務，真的很感謝和榮幸，希望沒有實現的韓朝和平統一能通過下一代實現。」
盧泰愚病逝后，跟全斗煥不同，韩国政府为他举行了为期五天的国家葬。盧泰愚的路奠（노제）於10月30日在其位於首爾市西大門區延禧洞的住處前舉行，而告別式則選定在首爾奧林匹克公園和平廣場舉辦，現場因新冠疫情防疫規定限制只能50人以下參加，由歌手仁順伊演唱追悼曲《手拉手》，該首歌曲為1988年漢城奧運時的主題曲。告別式結束後，遺體運往首爾追慕公園火化。
因盧泰愚的骨灰無法入葬顯忠院的國立墓地，在告別式後將短暫安放在京畿道坡州市的黔丹寺，家屬希望盧泰愚能在坡州市統一花園下葬，未來不排除由政府公佈下葬地點。據悉，盧泰愚因主導1979年12月12日的雙十二政變，被韓國政府認為「犯下內亂、外患罪而被宣判禁錮以上的刑責」，因此依法喪失入葬國立墓地的資格。
2021年12月9日，盧泰愚被安葬在京畿道坡州市統一東山的同和敬慕公園。

## 選舉履歷
| 年度 | 選舉屆數       | 選舉區   | 所屬政黨   | 得票數    | 得票率 | 當選標記 | 備註 |
| ---- | -------------- | -------- | ---------- | --------- | ------ | -------- | ---- |
| 1985 | 第12屆國會選舉 | 全國區   | 民主正義黨 | 7,040,477 | 35.25% |          |      |
| 1987 | 第13屆總統選舉 | 大韓民國 | 民主正義黨 | 8,282,738 | 36.64% |          |      |